# Romulus Bealcu
Romulus Bealcu este un fost jucător român de fotbal care a activat ca mijlocaș în perioada 1991-1996 la Rapid București.

## Legături externe
- Romulus Bealcu la footballdatabase.eu